# Stretto di Caboto
Lo stretto di Caboto (in inglese: Cabot Strait: in francese: Détroit de Cabot) è un braccio di mare che collega l'Oceano Atlantico con il golfo di San Lorenzo. Porta il nome di Giovanni Caboto che esplorò la regione nel 1497-98.

## Geografia
Lo stretto si stende per circa 110 km dal capo Ray dell'isola di Terranova a nord-est al capo North dell'isola di Capo Bretone a sud-est. Nello stretto è situata l'isola di Saint Paul, che fa parte della provincia della Nuova Scozia.

## Via di comunicazione
Lo stretto è la via di comunicazione principale tra l'oceano Atlantico e il golfo di San Lorenzo, permettendo tramite quest'ultimo, il collegamento con il fiume San Lorenzo e i Grandi Laghi. 
Dal 1898 esiste un regolare collegamento con traghetti giornalieri tra Channel-Port aux Basques sull'isola di Terranova e North Sydney sull'isola di Capo Bretone. Nel 1856 lo stretto è attraversato da un cavo telegrafico sottomarino.